# وام‌واژه‌های قرآن
وام‌واژه‌های قرآن یا الفاظ دخیل در قرآن اشاره به وام‌واژه‌ها یعنی کلمات غیر عربی دارد که منشأ آن‌ها به زبان‌های دیگر نظیر زبان فارسی، زبان آرامی، زبان عبری و چند زبان دیگر برمی‌گردد و در قرآن به کار رفته‌است. بسیاری از این وام واژه‌ها معرب شده‌اند.
از سدهٔ دوم هجری، بین اهل حدیث از اهل سنت که قرآن را قدیم می‌دانستند و در نتیجه نمی‌توانستند وجود الفاظ دخیل را بپذیرند و دیگر مسلمانان، اعم از معتزله و شیعه و دیگران که چنین باوری نداشتند، نزاع بروز کرد. اما، آنچه روشن است، وجود الفاظ دخیل فراوان در قرآن است.
وام‌واژگان قرآنی از گسترهٔ وسیعی از زبان‌ها که قوم عرب در طی حدود ۲۰۰۰ هزار سال با آن‌ها مجاورت داشته‌است، اخذ شده که از
امپراتوری آشور تا امپرتوری روم شرقی (بیزانس) را شامل می‌شود. این زبان‌ها شامل زبان‌های اکدی، آرامی، عبری، سُریانی، اتیوپیایی (حبشی)، نَبَطی، عربی جنوبی، یونانی باستان، لاتین و فارسی میانه می‌شود. در خصوص زبان‌های سامی (همهٔ موارد جز سه مورد آخر) به دلیل اشتراک ریشهٔ زبانی، تشخیص وام‌واژه بودن قدری دشوار است. به نوشتهٔ ریپین، بیش از ۳۰۰ لغت در قرآن، از زبان‌های عبری، سُریانی، آرامی و نَبَطی، فارسی، قبطی، لاتین و یونانی باستان و اتوپیایی وام گرفته شده‌است.

## پیش‌زمینه
زبان اتیوپیایی یا حبشی قرابت زیادی با زبان عربی دارد و هر دو جزو زبان‌های سامی جنوبی هستند. به علاوه، در دوره امپراتوری اکسوم، حبشیان  مدتی بر عربستان جنوبی مسلط بودند. همچنین بردگان و مزدوران حبشی در میان قبایل عرب وجود داشتند. همه این عوامل سبب می‌شود که تبادل واژگانی زیادی بین عربی و حبشی در آن دوره رخ داده باشد.
هرچند در زمان هخامنشیان گسترهٔ این امپراتوری شامل سرزمین‌های شام و عراق نیز می‌شود، اما نشانه‌ای در دست نیست که کلماتی مستقیماً از فارسی باستان به عربی باستان یا عربی کلاسیک راه یافته باشد. اگر موردی هم باشد، از طریق زبان آرامی، که زبان میانجی آن امپراتوری بوده‌است، می‌باشد. اما در دورهٔ شاهنشاهی ساسانیان از سدهٔ پنجم میلادی، به دلیل ارتباط نزدیک سیاسی بین ساسانیان و دولت عرب دست‌نشاندهٔ آنها، یعنی لخمیان مستقر در حیره، واژگانی منتقل شده‌است. همچنین، سرزمین بحرین و یمن در سدهٔ ششم میلادی تحت سلطهٔ ساسانیان بوده‌است و خاندان‌های ایرانی در آن می‌زیسته‌اند. به این ترتیب، وام‌واژگانی از فارسی میانه به عربی کلاسیک وارد شده‌است.
آرتور جفری می گوید زبان یونانی باستان ارتباط کمی با زبان عربی کلاسیک داشته‌است و در سده هفتم میلادی، عرب‌ها با زبان یونانی بیزانسی در ناحیه شام در ارتباط بوده اند، که غسانیان جایگاه ویژه‌ای در برقراری این ارتباط داشته‌اند. علی‌رغم این تماس، در قرآن واژگان یونانی جز مواردی که از طریق زبان سریانی منتقل شده، یافت نمی شود.
زبان سریانی مهم‌ترین منشأ اخذ وام واژگان قرآنی بوده‌است. این زبان در سده هفتم، زبان رایج جوامع مسیحی در شام بوده‌است. هرچند که زبان ادبی آن‌ها یونانی بیزانس بوده‌است. اما این زبان در میان رودان رواج بیشتری داشته، به‌طوری‌که هم زبان محاوره و هم زبان ادبی بوده‌است. سریانی از طریق مسیحیان حیره و مناطق اطرافش بیشترین تأثیر را بر عربی گذاشته است. همچنین بسیاری از شعرای عرب پیش از اسلام از این ناحیه یا مرتبط با آن بوده و از مسیحیت نسطوری یا تک اقنومی (Monophysitism) رایج در این ناحیه متأثر بوده‌اند. بدین ترتیب واژگان فراوانی از این منطقه به عربی وارد شده‌است. علاوه برآن، شام و عراق از مسیرهای اصلی تجاری بوده‌است که قوم عرب را با جهان خارج از شبه جزیره عربستان مرتبط می‌کرده‌است. همچنین این منطقه، در سده‌های اول و دوم هجری، منشأ شکل‌گیری رسم الخط عربی (خط کوفی) و نظام نگارش حروف مصوت بر پایه رسم الخط سریانی می‌شود.

## رویکرد مسلمانان
از یک سو نخستین مفسران و نیز نحویون مسلمان بر وجود وام واژگان برگرفته از زبان‌های غیرعربی در قرآن تصریح کرده و مواردی از آن را برشمرده‌اند. از سوی دیگر، در میان مسلمانان از سده دوم هجری نزاعی کلامی در خصوص قدیم و حادث بودن قرآن درگرفت. طرفداران نظریه قدیم بودن قرآن معتقد بودند که هیچ کلمه غیرعربی نیم تواند در قرآن وجود داشته باشد، چراکه قرآن بمثابه کلام خدا پیش از تشکیل جهان بوده‌است. در این صورت، چطور ممکن است در بردارندهٔ کلمه‌ای باشد که در زمان و مکان معین از قوم دیگری به عرب رسیده باشد. از جمله شافعی، محمد بن جریر طبری، ابوعبیده معمر بن مثنی، ابوبکر باقلانی و ابن فارس طرفدار عدم وجود کلمات غیرعربی در قرآن مجید بوده‌اند و به آیاتی استناد می‌کرده‌اند که قرآن به زبان عربی (عربی مبین) است. (یوسف، ۲؛ نحل ۱۰۳؛ شعراء، ۱۹۵؛ فصلت، ۴۴) در مقابل، گروهی از جمله شیعه معتقد بودند که قرآن قدیم نیست و برخورداری از چند کلمه غیرعربی آن را از عربی بودن نمی‌اندازد. بلکه خداوند قرآن را برطبق زبان رایج قوم عرب ساکن حجاز در سده هفتم میلادی با همه اسباب و لوازم آن از جمله ساختار صرفی، نحوی، معنایی، واژگانی، ادبی و بلاغی نازل کرده‌است.
جلال‌الدین سیوطی ( ۱۴۴۵- ۱۵۰۵ میلادی)، شرحی از مواضع هر دو گروه ارائه کرده‌است و خود فهرستی از بیش از 150 وام واژه و منشأ احتمالی آن‌ها را برشمرده است. پژوهش وی کاملترین اثری است که توسط مسلمانان پیش از دوره معاصر در این عرصه تألیف شده‌است.

## دیدگاه‌های مستشرقان
مستشرقان نظیر تئودور نلدکه و بخصوص آرتور جفری با رویکرد نقد تاریخی به تاریخ قرآن کوشیدند نشان دهند که قرآن برگرفته از آرا و اندیشه‌های یهودی مسیحی مجاور عربستان در سده هفتم است. به نوشته کاترین پناکیو، این مستشرقان، عمدتا راهبان و ربیان مسیحی و یهودی بودند یا آنکه بر اساس سنت یهودی ارتدوکس پرورش یافته بودند. آن‌ها قرآن را به عنوان متنی تاریخی در بافت مقایسه‌های میان مذهبی می دیدند. ایده، نخست توسط آبراهام گیگر در 1833 طرح شد و سپس توسط تئودور نلدکه در 1860 پرورش یافت. سپس، افرادی دیگر نظیر ایگناس گلدزیهر و هنری لمنس آن را بسط دادند.
آرتور جفری در کتاب «واژگان‌ دخیل‌ در قرآن‌» (1938)، از موضوع وام واژگان قرآن در راستای تثبیت ادعای تأثیر فرهنگ و ادیان پیشین بر شکل‌گیری قرآن بهره گرفت. در واقع، این رویکرد این وام واژگان را صرفا کلماتی برگرفته از اقوام و زبان‌های همسایه با زبان عربی که در هر متنی از آن زمان ممکن است وارد شود نمی داند، بلکه تلاشی بناچار عامدانه از سوی محمد برای تولید متنی دینی برپایه اصلاح معارف دینی یهودی-مسیحی می‌داند. چرا که هم وی را متأثر از آن آموزه‌ها می‌داند و هم زبان عربی وقت را ناکارآمد برای بیان آن دیدگاه ها. با توجه به جامعیت نسبی کتاب جفری، این اثر تا سال‌ها بر مطالعات قرآن پژوهی در این حوزه حاکم بوده‌است و تا مدت‌ها هیچ پژوهش جدیدی در این حوزه انجام نشده‌است.
در دهه‌های اخیر رویکرد مستشرقان و بخصوص جفری در این حوزه از دو جهت نقادی شده‌است. نخست، برخی زبان شناسی همچون کاترین پناکیو بوده‌اند. یک جهت این نقد، اعمال یافته‌های زبان‌شناسی جدید بخصوص دربارهٔ زبان اوگاریتی و سنگ نوشته‌های به زبان عربی شمالی و جنوبی بوده‌است. وجه دیگر آن، قرار دادن مسائل زبان شناختی در زمینه تاریخی فرهنگی-اجتماعی بر اساس دانش امروز می‌باشد. گروه دیگر مسلمانان نظیر مظفر اقبال و محمد مهر علی بوده‌اند که از منظری دینی و با فرض اصالت اسلام و وحیانیت قرآن، رویکرد مستشرقان در خصوص منشأ یهودی-مسیحی قرآن را نقد کرده‌اند.
در اینجا واژگانی از نص قرآن آورده می‌شوند که ریشه از زبان‌های غیر سامی داشته‌اند.

## از فارسی میانه و باستان
اباریق
سیوطی، آرتور جفری و ادی شیر آن را برگرفته از فارسی می‌دانند. به نظر جفری و ادی شیر معرب «آبریز» است و ویدن گرن آن را معرب «آبریغ» می‌داند.
جزیه
لغت جزیه (قرآن، ۹:۲۹) به احتمال بالا وام واژه عربی از گَزیتَک پارسی میانه است که ساسانیان از طبقه پائین جامعه می‌گرفتند که طبقه اشراف‌زاده، روحانیون، دبیران و املاک داران (دهقان) از دادن آن معاف بودند.
مجوس
مجوس برگرفته از پارسی باستان مگوش، اکدی مگوشو، سریانی مگوشا، یونانی μάϒος است که به زرتشتیان اختصاص دارد. به نوشته احسان یارشاطر، کلمه مجوس برگرفته از فارسی باستان maguš، فارسی میانه muv، پهلوی اشکانی mug و در نهایت از طریق کلمه سریانی mgwš وام گرفته است.
فردوس
فردوس برگرفته از پَیرَیدَئیزَ زبان اوستایی که به زبان یونانی و بیشتر زبانهای خاورمیانه رفته و به احتمال زیاد از طریق مسیحیان عراق وارد زبان عربی شده است.
ابابیل
در قرآن سوره ۱۰۵، آیه ۳ ابابیل جمع «اَبله مرغان» است.
رزق
کلمه رزق، از طریق زبان سریانی، از ریشه فارسی میانه rōzīg برگرفته شده است.
استبرق (حریر)
کلمه عربی استبرق (۱۸:۳۱ و ۴۴:۵۳)، برگرفته از فارسی به معنی حریر است.
نماریق (بالشتک)
نماریق عربی (قرآن ۸۸:۱۵)، برگرفته از فارسی است.
جبت (بُت)
جبت عربی (قرآن ۴:۵۱) وام‌واژه فارسی است.
رحیق
رحیق عربی (قرآن ۸۳:۲۵) وام‌واژه فارسی است.
زنجبیل
زنجبیل عربی (قرآن ۷۶:۱۷) وام‌واژه فارسی است.
بلد
بلد عربی (قرآن ۳:۱۹۶؛ ۲:۱۲۶؛ ۷:۵۷) وام‌واژه لاتین و مشتق از Palatium است.
دینار
دینار عربی (قرآن ۳:۷۵) وام‌واژه لاتین و مشتق از Denarius است.
صراط
صراط عربی (قرآن ۱:۶؛ ۲:۲۱۳) وام‌واژه لاتین و مشتق از strata است.
عتیق
عتیق عربی (۲۲:۲۹) وام‌واژه لاتین و مشتق از antiquus به‌معنای «قدیمی، باستانی» است.
قصر
قصر عربی (۷:۷۴؛ ۲۲:۴۵) وام‌واژه لاتین و مشتق از castrum به‌معنای «دژ، پادگان» است.
قنطار
قنطار عربی (۳:۱۴) وام‌واژه لاتین و مشتق از centenarium است.

#### مسجد
مسجد عربی وام‌واژه فارسی از واژه «مزگت» است که از آرامی وارد زبان عربی شده است. به گزارش فرهنگنامه قرآنی در بسیاری از برگردن‌های نخستین قرآن به فارسی، این واژه به همان مزگت برگشته است.
- ابد: آ+پاد
- ازل: آ+سر
- بستان: بوستان
- سراج: چراغ
- جند: گند
- قاضی: خدیو

## از ترکی باستان
- غلام: قل (دست)+ ام (پسوند ابزار ساز)

## برای مطالعهٔ بیشتر
- قرآن و واژگان بیگانه
- THE FOREIGN VOCABULARY OF THE QUR'AN، اثر آرتور جفری
- خرمشاهی، بهاءالدین (۱۳۸۹)، قرآن‌پژوهی (۱)، تهران: شرکت انتشارات علمی و فرهنگی